# Уорд, Сьюзан
Сьюзан Уорд (англ. Susan Ward; род. 15 апреля 1976, Монро, Луизиана) — американская актриса, известная по роли Мег Каммингс в сериале «Любовь и тайны Сансет Бич», фильму «Любовь зла» и молодёжным триллерам «Своя тусовка» и «Дикость 2».

## Биография
Карьера Сьюзан началась в 13 лет, когда она подписала контракт на съёмки с известным агентством «Форд» и переехала в Нью-Йорк. В течение последующих трёх лет Сьюзан во время школьных каникул работает детской моделью, снимаясь в журналах и каталогах, а также путешествует по стране.
В 16 лет к будущей актрисе поступило первое предложение — небольшая роль в телесериале «Swans Crossing» («Лебединые перекрёстки»). Сьюзан начала брать уроки актёрского мастерства, параллельно проходя различные прослушивания, и вскоре получила роль в одном из эпизодов популярного дневного сериала «Все мои дети». Студии потребовался год, чтобы убедиться в игре Сьюзан и подписать с ней контракт как с основной актрисой проекта.
Уже проживая в Голливуде, в январе 1996 года она получила от телемагната Аарона Спеллинга предложение сыграть небольшую роль в сериале «Берега Малибу», но после 8 эпизодов из-за низких рейтингов шоу было закрыто. Молодая актриса подумала о возвращении домой, где осталась её нереализованная мечта: живя на ферме с большим числом животных, она представляла, как станет ветеринаром. Вернуть былую уверенность помогла голливудская премьера картины «Дорога в рай» с Гленн Клоуз в главной роли. Тогда, глядя на эту актрису, Сьюзан поняла, что хочет заниматься только актёрской профессией. И стала искать проекты. Вскоре получила роль в одном из эпизодов сериала «Удивительные странствия Геракла», а после — в фильме «Ядовитый плющ: Новое совращение».
Далее последовало предложение, которое явилось наиболее значимой отправной точкой в карьере Сьюзан: известный сериальный продюсер Аарон Спеллинг набирал актёрский состав в запускающийся проект, свой первый дневной сериал «Любовь и тайны Сансет-Бич». Ей была предложена главная роль девушки, приехавшей искать свою любовь, найденную по общению в интернете. Актриса, как и её героиня Мэг, верит в любовь, чем и покорила продюсера на собеседовании. Так Сьюзан получила роль в сериале, который сделал её звездой. Ради этого пришлось переехать в Лос-Анджелес, где отец актрисы помог приобрести ей небольшой домик.
Осенью 1999 года Сьюзан уходит из «Сансет Бич», чтобы искать проекты в большом кино, её заменяет Сидни Пенни, но потом возвращается, чтобы появиться в последних эпизодах сериала. Закончив съемки в «Сансет Бич», Сьюзан меняет внешность и получает роль в эротическом триллере «Своя тусовка». В фильме она сыграла роль бисексуальной убийцы Бриттани, где появляется обнаженной по пояс.
Во время работы над фильмом Сьюзан знакомится с Дэвидом Робинсоном, вице-президентом студии Morgan Creek Productions, занимающейся производством картины. В 2005 году молодые люди сыграли свадьбу.
Фильм «Своя тусовка» был воспринят неоднозначно и провалился в прокате. В 2000 году Сьюзан продолжала сниматься и появилась на многих обложках журналов в обнажённом виде.
В 2001 году Сьюзан получает небольшую роль в романтической комедии «Любовь зла», главные роли в котором исполнили Гвинет Пэлтроу и Джек Блэк. В 2002 году актриса появляется в одном из эпизодов сериала «Друзья» и снимается в независимом фильме «Студенческий угар».
В 2003 году Сьюзан возвращается к своим истокам модели и продолжает позировать для журналов. В этом же году появляется в эпизоде сериала «Бум в городе», а позже подписывает контракт на съёмки в триллере «Дикость 2», который выходит на видео.
В 2009 году Сьюзан получает роль Хлои в популярном сериале «Гимнастки», транслировавшемся и на российском телевидении на телеканале MTV. В 2012 году актриса снялась в эпизоде сериала «Особо тяжкие преступления».

## Личная жизнь
С 4 июня 2005 года Сьюзан замужем за кинопродюсером Дэвидом С. Робинсоном. У супругов есть сын — Кэмерон Робинсон (род. 14.07.2013).

## Номинации и награды
В 1999 году была номинирована на премию телевизионных сериалов «Дайджест мыльных опер» в категории «Любимая пара в телевизионном сериале» за «Любовь и тайны Сансет-Бич» вместе с партнёром по проекту Клайвом Робертсоном.

## Фильмография
| Год       |   | Русское название                        | Оригинальное название                       | Роль              |
| --------- | - | --------------------------------------- | ------------------------------------------- | ----------------- |
| 1992      | с | Лебединые перекрестки                   | Swans Crossing                              | Girl at Soda Shop |
| 1996      | с | Все мои дети                            | All My Children                             | Камилль           |
| 1996      | с | Берега Малибу                           | Malibu Shores                               | Бри               |
| 1997      | с | Удивительные странствия Геракла         | Hercules: The Legendary Journeys            | Психея            |
| 1997      | ф | Ядовитый плющ: Новое совращение         | Poison Ivy: The New Seduction               | Сэнди             |
| 1997—1999 | с | Любовь и тайны Сансет Бич               | Sunset Beach                                | Мэг Каммингс      |
| 2000      | ф | Своя тусовка                            | The In Crowd                                | Бриттани          |
| 2001      | ф | Любовь зла                              | Shallow Hal                                 | Джилл             |
| 2002      | ф | Студенческий угар                       | Going Greek                                 | Вэнди             |
| 2002      | ф | Самый быстрый человек в мире            | The Fastest Man in the World                | Вэнди             |
| 2002      | ф | Я солгу вам?                            | Would I Lie to You?                         | Оливия            |
| 2002      | с | Друзья                                  | Friends                                     | Хайли             |
| 2002      | с | Детектив Монк                           | Monk                                        | Мишель Каллман    |
| 2004      | ф | Дикость 2                               | Wild Things 2                               | Бритни Хэверс     |
| 2004      | с | C.S.I.: Место преступления Майами       | CSI: Miami                                  | Джинджер Уэдли    |
| 2005      | с | C.S.I.: Место преступления              | CSI: Crime Scene Investigation              | Таня Роллинз      |
| 2005      | ф | Даты игры                               | Play Dates                                  | Николь            |
| 2005      | ф | Жестокий мир                            | Cruel World                                 | Эшли              |
| 2006      | с | Просто юридически                       | Just Legal                                  | Кейт Мэнат        |
| 2006      | ф | Заражение: Вирус смерти                 | Dead & Deader                               | Холли             |
| 2007      | ф | Кто твой Кэдди?                         | Who's Your Caddy?                           | миссис Каммингс   |
| 2007      | с | Женский клуб расследования убийств      | Women's Murder Club                         | Перрис Донован    |
| 2008      | ф | Отрава                                  | Toxic                                       | Мишель            |
| 2008—2009 | с | Джек Хантер: В поисках сокровищ Угарита | Jack Hunter and the Lost Treasure of Ugarit | Лиз               |
| 2009—2011 | с | Гимнастки                               | Make It or Break It                         | Хлои Кметко       |
| 2009      | с | Мыслить как преступник                  | Criminal Minds                              | Джули Райли       |
| 2009      | ф | Теория хаоса                            | Order of Chaos                              | Тара              |
| 2010      | ф | Лето в Коста-Рике                       | Costa Rican Summer                          | Карла             |
| 2012      | с | Особо тяжкие преступления               | Major Crimes                                | Аннет Рейбер      |